# Сосновка (Ржевский район)
Сосновка  — деревня в Ржевском районе Тверской области. Входит в состав сельского поселения «Хорошево».

## География
Находится в южной части Тверской области на расстоянии приблизительно 5 км по прямой на северо-запад от вокзала станции Ржев-Балтийский на правом берегу Волги.

## История
Деревня была отмечена (тогда хутор Алаево) еще на карте 1825 года. В 1859 году здесь (хутор Ржевского уезда Тверской губернии) был учтен 1 двор, в 1939—8.

## Население
Численность населения: 4 человека (1859 год), 17 (русские 100 %) в 2002 году, 1ф2 в 2010.